# Пятаково
Пятако́во — село в Сасовском районе Рязанской области России. Входит в состав Малостуденецкого сельского поселения.

## Географическое положение
Находится в южной части Сасовского района, в 20 км к югу от райцентра.
Ближайшие населённые пункты:

— село Алёшино в 8 км к северу по асфальтированной дороге;

— село Серовское в 1 км к востоку по асфальтированной дороге;

— село Юрино в 6 км к юго-западу по асфальтированной дороге;

— посёлок Сотницыно в 7,5 км к северо-западу по асфальтированной и грунтовой дороге.
Ближайшая железнодорожная станция Нижнемальцево в 17 км к северо-западу по асфальтированной дороге.

## Природа
Зона лесостепи. Естественные леса отсутствуют.

### Климат
Климат умеренно континентальный с умеренно жарким летом (средняя температура июля +19 °С) и относительно холодной зимой (средняя температура января −11 °С). Осадков выпадает около 600 мм в год.

### Рельеф
Высота над уровнем моря 124—132 м. Расположено на возвышении.

### Гидрография
Относительно крупных водоёмов поблизости нет. В населённом пункте два маленьких заболоченных пруда на пересыхающем ручье.

### Почвы
Серые лесные и плодородный чернозём, в силу чего окрестности распаханы.

## История
В 1883 г. Пятаково входило в Ново-Берёзовскую волость Шацкого уезда Тамбовской губернии. С 2004 г. и до настоящего времени входит в состав Малостуденецкого сельского поселения. До этого момента входило в Малостуденецкий сельский округ.

## Население
| 1764 | 1858 | 1882 | 1981 | 1989 | 2002 | 2007 |
| ---- | ---- | ---- | ---- | ---- | ---- | ---- |
| 207  | ↗291 | ↗479 | ↘210 | ↘129 | ↘85  | ↘34  |
| 2010 |      |      |      |      |      |      |
| ↘17  |      |      |      |      |      |      |

## Инфраструктура

### Дорожная сеть
Через село проходит асфальтированная дорога межселенного значения, соединяющая автодорогу Алёшино — Ямбирно, село Серовское, село Пятаково и автодорогу Р124 Шацк — Касимов между собой. Также активно использующаяся в сельскохозяйственных целях.

### Транспорт
На 2013 г. маршруты общественного транспорта отсутствуют, хотя в селе сохранились места остановок. Ближайшая автобусная остановка «Поворот на Пятаково», в 1,5 км к западу на автодороге Шацк — Касимов. Оттуда связь с райцентром осуществляется автобусным маршрутом междугороднего значения № 101 Шацк — Сасово. Автобусы малой вместимости (ПАЗ-3205) курсируют ежедневно, три раза в сутки. Стоимость проезда до Сасова составляет 40 рублей.

#### Инженерная инфраструктура
Электроэнергию село получает по тупиковой ЛЭП 10 кВ, от подстанции 35/10 кВ «Студенец».
Село негазифицировано, в очереди на подведение газопровода не значится. Центральное водоснабжение отсутствует.